# Пристань на стрелке Васильевского острова
Пристань на стрелке Васильевского острова — историческое сооружение в Василеостровском районе Санкт-Петербурга. Располагается на восточной оконечности стрелки Васильевского острова. Вместе с гранитной набережной входит в ансамбль стрелки. Объект культурного наследия России федерального значения

## История строительства
Первый морской торговый порт Санкт-Петербурга располагался возле Троицкой площади на Петроградской стороне. В 1733 году порт был перенесён на стрелку Васильевского острова. Вплоть до конца XIX века морской порт для прибывавших из-за границы судов с грузами находился на Малой Неве в восточной части Васильевского острова. Корабли причаливали непосредственно к стрелке, и её берега были завалены штабелями различных материалов, там же строились амбары и склады. Постепенно здесь были построены капитальные складские и торговые здания: старый, а затем и новый гостиные дворы, биржа с северным и южным пакгаузами, а также таможня. В 1728 году была построена деревянная корабельная пристань, но она прослужила недолго, и уже в 1749 году встал вопрос о замене её на капитальную каменную. Проект пристани был поручен Джузеппе Трезини, который предложил построить сооружение длиной 409 м, состоящее из свай и положенных на них деревянных просмоленных ящиков, наполненных камнями; ящики должны были служить основанием для причальной стенки из камня и кирпича с вбитыми в неё анкерами для швартовки кораблей. Проект оказался сложным и дорогостоящим и в итоге не был осуществлён.
В 1804 году были выделены средства на «обложение камнем берега Васильевского острова, от старой биржи до Исаакиевского моста»; строительство каменной набережной на стрелке было начато зимой 1805 года и завершено в 1810 году. Набережная строилась по проекту и под руководством Тома де Томона при участии И. В. Рогинского, конструкцию набережной разработал И. Герард. При этом при постройке нового здания биржи (также по проекту Тома де Томона) перед ней появилась полукруглая площадь, предназначенная для устройства парадной пристани морского порта, и линия берега стрелки выдвинулась вперёд на 120 метров.
Гранитная стена набережной была построена на сваях, забитых в Неву за пределами береговой линии, площадь была создана земляной подсыпкой. От набережной к Неве по оси биржи были сделаны криволинейные пологие спуски-пандусы с гранитными парапетами до открытой причальной площадки с уходящими в воду ступенями. Парапеты завершаются большими гранитными шарами на постаментах. Считается, что каменотёс Самсон Суханов выполнил их «на глаз», без использования измерительных инструментов. Между спусками стена набережной украшена чётко прорисованной центральной аркой, сложенной из больших камней с «бриллиантовым» рустом, и широко расставленными, простыми по рисунку модульонами на карнизе. Стенка второго яруса оформлена двенадцатью каменными львиными масками с декоративными бронзовыми кольцами во рту (ряд исследователей считает, что кольца имеют практическое назначение, поскольку предполагалось, что сюда будут швартоваться торговые суда для разгрузки).

## Современность
В 1929 году гранитная стена нижней площадки спуска была переложена. В 1952 году пандусы и нижняя площадка пристани были замощены диабазовой шашкой. Львиные маски реставрировались в 1957 году; также есть данные о реставрации масок в 1963 году, работы выполнялись по проекту специальных научно-реставрационных мастерских под руководством архитектора А. Л. Ротача.
В советское время появилась традиция посещать пристань на стрелке в день свадьбы: молодожёны разбивали о причальную стенку бутылку шампанского «на счастье». Позже появилась также традиция разбивать пустые бокалы о гранитные шары, из-за чего спуск постоянно завален мусором и битым стеклом, а у молодожёнов регулярно возникают конфликты с полицией.